# François Iselin
Pour les articles homonymes, voir Iselin.
François Iselin, né le 10 juin 1940 et mort le 11 octobre 2022, est un architecte EPFL, enseignant et écrivain vaudois.

## Biographie
Après une enfance passée en Uruguay, François Iselin revient seul en Suisse à l'âge de vingt-et-un ans pour y suivre des études d'architecture à l'EPFL où plus tard il enseignera.
Dans le cadre de l’École polytechnique fédérale de Lausanne, Iselin met au point la méthode AMB (Aide à la maintenance des bâtiments), programme informatique permettant de contrôler et de prévenir, dès la conception d’un édifice, le comportement des matériaux dans le temps. Il s’agit également de détecter les causes des dégradations des bâtiments à travers un diagnostic. Un modèle informatique simule en effet le vieillissement de chaque composant selon divers facteurs de dégradation, afin d’estimer sa durabilité moyenne.
Engagé politiquement dans la gauche radicale (LMR), François Iselin s'engage dans le débat contre l'amiante qu'il contribue à faire interdire en Suisse en 1989. 
En 2000 il fonde le CAOVA (Comité d'aide et d'orientation des victimes de l'amiante), association destinée à venir en aide aux victimes de l'amiante, et en particulier aux ouvriers d'Eternit.
Il est responsable de la rubrique « Écosocialisme » du magazine SolidaritéS, Genève. Auteur de nombreux articles, essais et poèmes, il publie en 2010 son premier roman, Partir de zéro : journal d'un rescapé.